# Ampatakamaroreny
Ampatakamaroreny is een plaats en commune in het noorden van Madagaskar, behorend tot het district Mandritsara, dat gelegen is in de regio Sofia. Tijdens een volkstelling in 2001 telde de plaats 3.053 inwoners.
De plaats biedt enkel lager onderwijs aan. 50 % van de bevolking werkt als landbouwer en 48 % houdt zich bezig met veeteelt. De belangrijkste landbouwproducten zijn rijst en bonen; ander belangrijk product is bananen. Verder is 2% actief in de dienstensector.